# Seventy-Six
Seventy-Six es una novela de ficción histórica del escritor estadounidense John Neal. Publicada en Baltimore en 1823, es la cuarta novela escrita sobre la guerra de Independencia de los Estados Unidos. Su importancia reside en el uso pionero del lenguaje coloquial en dialecto yanqui, el realismo de la escena de la batalla, la detallada caracterización de los personajes, el flujo de conciencia, la blasfemia y las alusiones sexuales y románticas. Por todo ello, la novela influyó en los escritores estadounidenses posteriores y presagió la literatura posterior. La prosa narrativa se parece al inglés estadounidense hablado, más que la de cualquier otra obra literaria de su período. Fue la primera obra de ficción estadounidense que utilizó la expresión son-of-a-bitch (en español, "hijo de puta").
La historia es contada por el soldado del ejército Continental Jonathan Oadley y sigue múltiples historias de amor que se entrelazan con escenas de batalla y el desarrollo general de la guerra. Explora el dolor masculino y el autodesprecio generados por actos violentos cometidos en guerras y en duelos. En respuesta a The Spy (1821), de James Fenimore Cooper e inspirada en el trabajo de Neal en A History of the American Revolution (1819), el autor escribió la novela durante veintisiete días, a principios de 1822. En general fue bien recibida en el momento de la publicación, planteó el estatus nacional de Neal como autor, y algunos estudiosos y el propio autor lo consideran su mejor novela, aunque el consenso entre los estudiosos es que el libro es más un fracaso en la construcción que un éxito en el estilo. Cayó en el olvido durante gran parte del siglo XX.

## Trama
El libro está escrito en primera persona desde la perspectiva del narrador Jonathan Oadley en el papel de un anciano que recuerda la guerra de Independencia de los Estados Unidos. Se abre con una expresión de urgencia que siente al registrar sus recuerdos para la posteridad: «Sí, hijos míos, no lo retrasaré más». Su historia comienza en Nueva Jersey a principios del invierno de 1776: los residentes temen a los británicos y a los grupos de asalto de Hesse tras la retirada de George Washington por la zona. Jonathan, de veintidós años, y su hermano Archibald, de veinte, deciden unirse al Ejército Continental, junto con su padre Jonathan, de sesenta años, su primo Arthur Rodman y el vecino Robert Arnauld. Las hijas de Arnauld, Clara y Lucia, se convierten en los intereses amorosos de los hermanos.

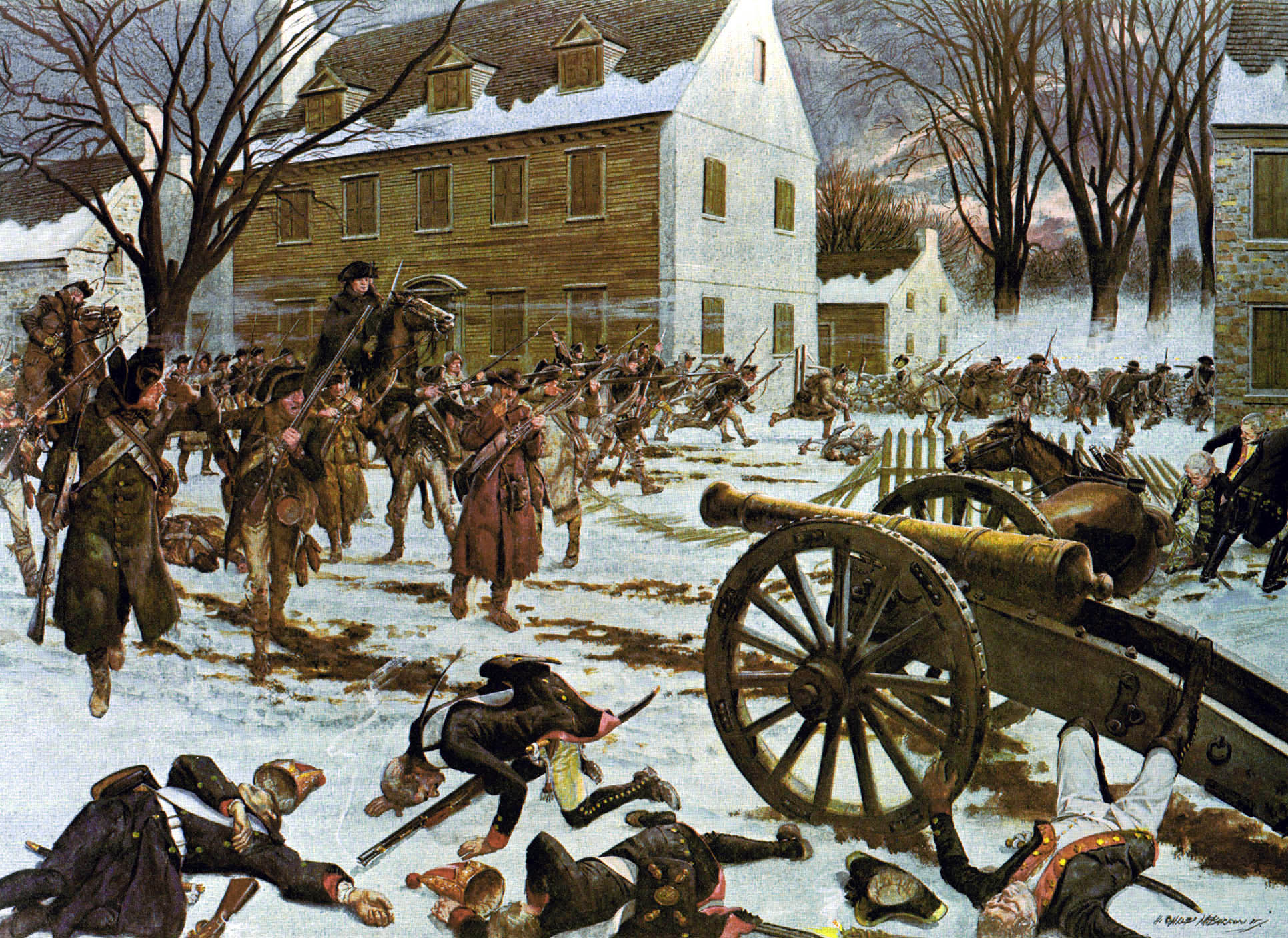
Batalla de Trenton, de H. Charles McBarron Jr.

Mientras los hermanos Oadley reclutan soldados de la zona, el coronel George R. Clinton llega para entrenar a la nueva unidad de caballería. Clinton se jacta vagamente de sus conexiones con Washington, se hace amigo de Archibald y lo premia con una comisión como capitán. Mientras los hermanos están entrenando, la casa de Oadley es incendiada por soldados hessianos, que hieren al mayor Jonathan y secuestran al interés amoroso de Arthur, Mary Austin. Todos los personajes asumen que ella está muerta. Poco después, los Oadley se encuentran en su primera batalla, en la que Archibald resulta herido. Se recupera a tiempo para que los tres luchen en la batalla de Trenton, en la que muere el mayor Jonathan.
Mientras Jonathan, Archibald, Arthur y Clinton participan en la campaña de Nueva York y Nueva Jersey, se desarrollan múltiples historias románticas. Lucía corteja y es cortejada tanto por Clinton como por Archibald. Jonathan y Clara se involucran sentimentalmente, pero Jonathan tiene una breve aventura con su prima Ellen Sampson, más joven y coqueta. Mary Austin reaparece y se reencuentra con Arthur en Filadelfia, pero expresa un interés romántico por el Robert mayor, a quien Jonathan llama «un libertino, un voluptuoso, un sensualista, tal vez». Archibald y Clinton compiten por el afecto de Lucía, lo que lleva a Archibald a matar a Clinton en un duelo de espadas. El volumen I termina cuando Archibald es arrestado, debido al duelo, por la policía militar.
El volumen II comienza cuando Washington perdona a Archibald por matar a Clinton. Los Oadley conocen a un oficial del norte, Chester Copely, que es odiado por las tropas de Virginia y mata al comandante Ellis, de Virginia, en un duelo de pistolas. Copely, Jonathan, Archibald y Arthur participan en las batallas de Brandywine y de Germantown, pasan el invierno en Valley Forge y finalmente se unen a la batalla de Monmouth, en la que Jonathan resulta herido, pierde una pierna y es enviado a casa. Jonathan se casa con Clara, Copely con Ellen y Arthur con Mary en una ceremonia conjunta, pero la historia se centra en el noviazgo entre Archibald y Lucia. Como el narrador está retirado del campo de batalla, las noticias de la guerra continúan llegando a través de cartas y visitas de Archibald y Arthur, quienes ahora sirven en el teatro del sur.
Archibald se desilusiona de la guerra, contrae tuberculosis y regresa a casa. Jonathan y Clara luego se ocupan de convencer a Archibald y Lucia de que se casen, pero ambos son reacios a hacerlo a causa de sus propias enfermedades aparentemente fatales. En el capítulo final, Archibald le confiesa a Jonathan que se considera un asesino por culpa de un vecino al que mató en un duelo antes de la guerra. Archibald y Lucia finalmente consienten en casarse y con la ceremonia concluye la historia:

[Archibald] stood suddenly erect upon his feet; the light flashed over his face. It was the face of a dead man. He fell upon the floor: a loud shriek followed. Where were we? Where! We ran to him—we raised him up. It was too late! Almighty God! it was too late! HIS WIFE WAS A WIDOW.
[Archibald] se puso repentinamente erguido sobre sus pies; la luz brilló sobre su rostro. Era el rostro de un hombre muerto. Cayó al suelo: siguió un fuerte chillido. ¿Donde estábamos? ¡Donde! Corrimos hacia él, lo levantamos. ¡Fue muy tarde! ¡Dios Todopoderoso! ¡fue muy tarde! SU ESPOSA FUE VIUDA.

## Temas
Al escribir Seventy-Six, Neal rechazó la convención de ficción histórica de utilizar la narrativa para imponer un significado coherente a la experiencia humana. El estilo narrativo cambia marcadamente entre escenas de batalla y discusiones sobre el curso general de la guerra para reforzar la separación entre la experiencia vivida y el proceso de dar significado a esas experiencias mediante el análisis de un curso de eventos. El desorden resultante es tan omnipresente que es uno de los temas clave de la novela, y se hace referencia a sí mismo a lo largo del libro desde el prefacio hasta varios capítulos. La intención de Neal era lograr una representación vivaz de la acción vivida que, en su opinión, inhibiría un tema y una trama coherentes. «El lector se convierte en un testigo ocular a pesar de sí mismo», dijo en una autoevaluación.
La novela también explora el dolor y el autodesprecio que resultan de hombres que se matan entre sí en guerras y duelos. Como las novelas Randolph y Errata de Neal (ambas publicadas el mismo año), el héroe de Seventy-Six mata a otro en un duelo y sufre el resto de su vida como consecuencia. Neal describe los combates personales como castraciones, más que como una expresión de masculinidad. Archibald está obsesionado por pesadillas violentas, fenómenos sobrenaturales y otros elementos de la historia gótica que interpreta como provenientes de su víctima del duelo, Clinton.  Los debates en el Congreso a principios de la década de 1820 sobre las pensiones de los soldados de la guerra revolucionaria expusieron conflictos entre las historias oficiales de la revolución y las dolorosas historias orales de los veteranos. Neal pudo haber querido que el subtítulo de la novela, «¡Nuestro país! —¡Cierto o mal!», Fuera una crítica oportuna de lo que él creía que el país había hecho mal en ese momento.
Junto a la trama de guerra de la novela hay una historia de amor que entrelaza a varios personajes. Aquí, Seventy-Six contrasta con sus contemporáneos al describir las relaciones románticas y sexuales de manera más realista. Tanto los personajes masculinos como femeninos son retratados como sintiendo activamente atracción sexual y buscando el amor, mientras que la ficción estadounidense del período representaba predominantemente a los personajes femeninos como románticamente pasivos.  De esta manera, la relación entre Archibald y Lucia puede haber influido en la relación entre Arthur Dimmesdale y Hester Prynne en La letra escarlata de Nathaniel Hawthorne.

## Estilo
El estilo narrativo de Seventy-Six es digno de mención por sus transcripciones pioneras del dialecto yanqui y sus experimentos con el lenguaje coloquial. Neal usó contracciones, diálogo esticomítico, oraciones cortas repetitivas y oraciones largas y apasionadas marcadas por el uso libre de guiones. También usó frases coloquiales como  «fight up» (en español:pelea), «keep out of the way awhile» (en español:mantente apartado un rato) y «put you out of the way» (en español:apartaos del camino). Su uso de blasfemias fue duro para la época e incluyó frases como «damn it»(en español:maldita sea), «what the devil» (en español:qué diablos), y el primer uso de  «son-of-a-bitch» (en español:hijo de puta) en la ficción estadounidense. Como narrador, Jonathan Oadley afirma: «Mi estilo puede ofenderte a menudo. No dudo que lo hará. Espero que así sea. Será recordado mejor».
El narrador se refiere a su estilo de escritura como «hablar en papel» y lo describe como «el estilo de un soldado, sencillo y directo».  Se lee más parecido al inglés estadounidense hablado que el de cualquier otro autor en ese momento. Para Neal, reducir la brecha entre el lenguaje hablado y escrito era esencial para desarrollar un estilo de escritura nuevo y claramente estadounidense. Esta elección de estilo tuvo pocos precedentes y poco siguió sus pasos hasta las obras de Ralph Waldo Emerson y Walt Whitman a partir de la década de 1840, y de Mark Twain a partir de la década de 1870, todos los cuales son presagiados por Seventy-Six. Neal hizo experimentos similares en sus novelas Randolph y Errata (escritas antes, pero publicadas más tarde el mismo año), pero no se integraron completamente en la novela.
Las escenas de batalla en la novela se cuentan usando oraciones largas de múltiples calificativos para expresar la ansiedad del narrador en un uso pionero de lo que se llamaría corriente de conciencia un siglo después. El nivel de verosimilitud de estas escenas de batalla presagia el trabajo de Edgar Allan Poe años más tarde y expresa las emociones conflictivas de los soldados de una manera que no fue replicada hasta The Red Badge of Courage por Stephen Crane en 1895.
Los estudiosos de la literatura consideran que Seventy-Six es significativo por su nivel de caracterización, logrado en parte al explorar la psicología de esos personajes. La novela es única en su época por su énfasis en los sentimientos de los personajes sobre sus acciones. Neal dio incluso a los personajes secundarios de la historia un mayor nivel de individualización que el típico de la época.

## Contexto

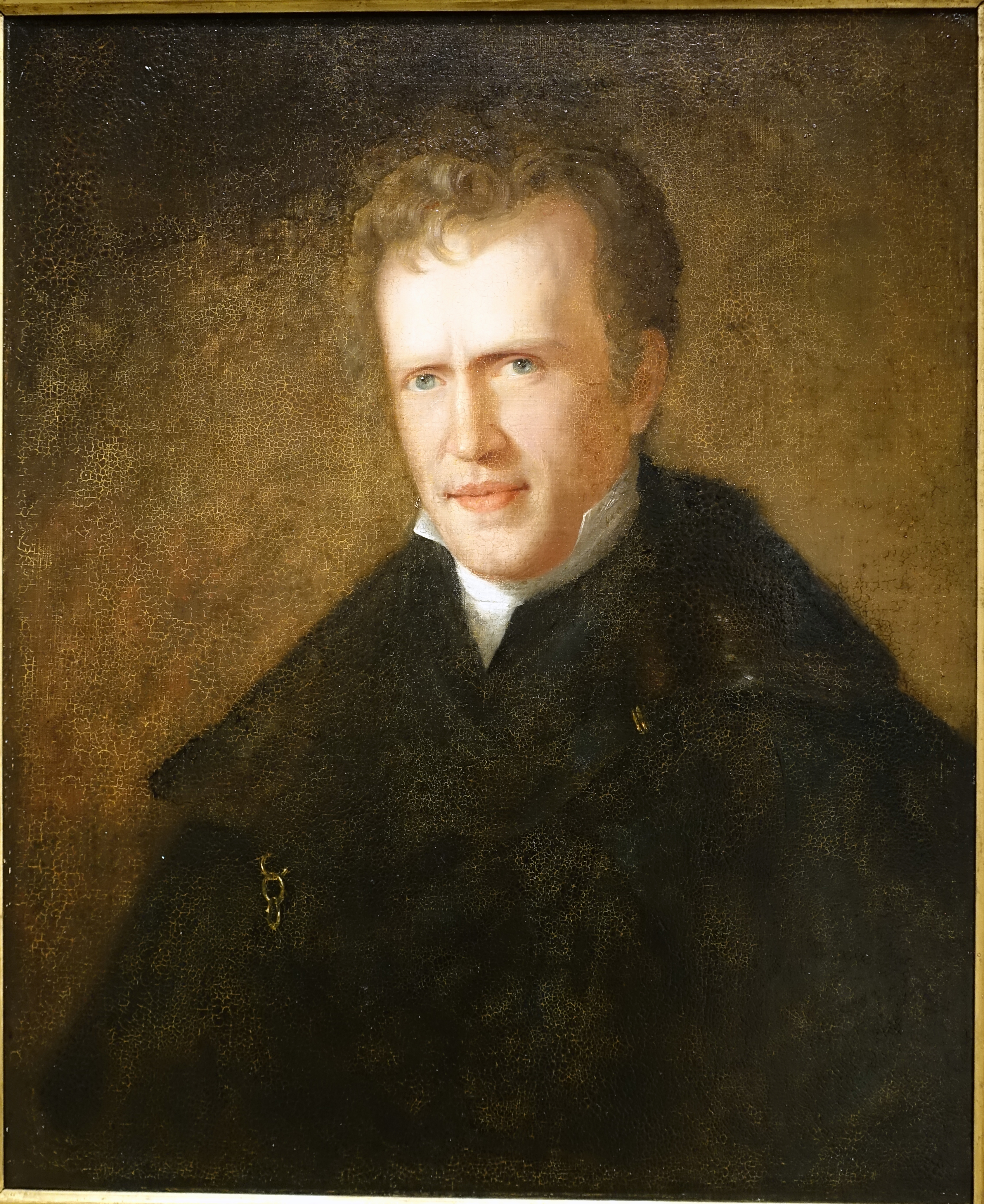
John Neal en 1823.

Seventy-Six es una respuesta a la primera novela popular de James Fenimore Cooper, The Spy, que se publicó a finales de 1821. Neal la elogió como «extremadamente atractiva» y «una novela mayúscula», pero descartó su estilo como «sin peculiaridad, brillantez o fuerza»  y su trama como «demasiado llena de trucos teatrales y aplausos-trampas». Entonces decidió superar a su colega novelista.
Neal ya estaba inspirado por la investigación y la escritura que había hecho años antes.   En 1818, Neal trabajó con el cofundador del Delphian Club, Tobias Watkins, para escribir Una historia de la revolución americana (publicada en 1819) basada en fuentes primarias recopiladas por otro delphiano, Paul Allen. Décadas más tarde describió la experiencia de la inspiración: 

Me habían acusado hasta la boca de los hechos de nuestros padres revolucionarios, mientras escribía mi parte de la Allen's History, y quería que sólo la insinuación, o el toque, que Cooper dio al pasar, estallara como un frasco de Leyden y se vaciara. yo mismo de inmediato de todo el entusiasmo acumulado que había estado reprimiendo, durante tres o cuatro años

Según Neal, escribió la novela de quinientas veintiocho páginas con «maravillosa rapidez» durante veintisiete días entre el 16 de febrero y el 19 de marzo de 1822. El ritmo era tan riguroso, dijo, que «me caí de la silla» porque «me había desmayado, me había desmayado, por el exceso de trabajo». Ya había completado el primer borrador de los manuscritos de Randolph y Errata, aunque esos dos las novelas no se publicaron hasta más tarde en 1823.

## Publicación
Seventy-Six fue publicado por Joseph Robinson de Baltimore en el primer trimestre de 1823 y pirateado en mayo siguiente por Whittaker and Company de Londres. Neal decidió publicar de forma anónima y atribuyó la autoría de la portada al «autor de Logan», en referencia a la novela que también había publicado de forma anónima el año anterior.  Tres novelas históricas sobre la Revolución Americana son anteriores a Seventy-Six: The Female Review de Herman Mann (1797), The Champions of Freedom de Daniel Woodworth (1816) y The Spy de Cooper (1821). J. Cunningham en Londres lo reeditó en 1840 como Seventy-Six; or, Love and Battle. La edición original de Baltimore se volvió a publicar por facsímil en 1971.
El dramaturgo Harry Watkins, por sugerencia del escritor Cornelius Mathews, le preguntó a Neal en 1875 sobre la redacción de una obra de teatro basada en Seventy-Six para que coincidiera con el centenario de Estados Unidos en 1876. Watkins finalmente abandonó el proyecto, pero Neal decidió volver a publicar la novela por la misma razón que Watkins pensó en escribir una adaptación. Reclutó a su viejo amigo Henry Wadsworth Longfellow, pero ninguno de los dos pudo convencer al editor James R. Osgood de que financiara la reedición. Neal murió en junio de 1876 sin conseguirlo.

## Recepción

### Crítica de la época
A pesar de la publicación anónima, la autoría de Seventy-Six fue rápidamente atribuida a Neal por muchos críticos. El libro disfrutó de una recepción generalmente favorable en los Estados Unidos y el Reino Unido que convirtió a Neal en el principal rival de Cooper para el reconocimiento como el novelista más importante en su país. El periodista de Filadelfia Stephen Simpson calificó el libro como «un gran y magnífico monumento a la libertad y a nuestro país». Otro crítico de esa localidad lo llamó «una imagen viva y audazmente bosquejada de los sufrimientos de nuestro país durante la lucha por la Independencia».  El periodista Joseph T. Buckingham lo comparó favorablemente con la visión de The Passage of the Delaware (1819) del pintor Thomas Sully. Cerca del final de su vida, Neal creía que esta era su mejor novela, calificándola de «un bosquejo animado de la guerra revolucionaria, lleno de incidentes, carácter y veracidad».
La crítica más severa de la novela fue publicada en The Port Folio por John Elihu Hall, a quien Neal había atacado en otra publicación cuatro años antes.  Centrándose en el contenido sexual de la novela, preguntó: «¿Qué diremos de la mente contaminada que concibió esta repugnante imagen de depravación? ¿Cómo puede el escritor imaginar que cualquier persona decente permitirá que un libro permanezca en su biblioteca que abunda, como estos? ¿Qué volúmenes hacen, en violaciones groseras e innecesarias del decoro?»   Una crítica negativa en The Monthly Magazine se centró en las descripciones de violencia de la novela, calificándola de «grosera y bulliciosa; cada capítulo está cubierto de sangre o agitado por la agonía de carne lacerada». De las blasfemias utilizadas en la novela: «Además de los juramentos formados regularmente, que son muy numerosos, el nombre de Dios se invoca en cada página: y de tal manera que lo hace difícil para descubrir si el autor pretendía rezar o jurar».

### Revisiones modernas
Las copias de Seventy-Six se habían vuelto raras ya en 1876 y el libro fue olvidado en gran medida en los siglos XX y XXI. La erudición existente alaba en gran medida los momentos poderosos e innovadores del libro, pero lamenta que esas fortalezas se vean superadas por la incoherencia y la falta de articulación de la trama.  El prefacio del erudito Robert Bain a la edición de 1971 de la novela resalta los elementos innovadores de la historia, pero culpa a su construcción ya las tangentes excesivamente sensacionales de reducir su legibilidad. Este punto de vista de consenso refleja un ensayo de 1849 de Edgar Allan Poe, quien consideró que «los repetidos fracasos de John Neal en lo que respecta a la construcción» de sus libros no ponen a los lectores «de humor para dar crédito al autor por las vívidas sensaciones que han tenido. despertado durante el progreso de la lectura». El erudito Donald A. Ringe opinó: «Lo que Neal no se dio cuenta fue que una obra de ficción histórica tenía que hacer más que simplemente presentar algunos relatos realistas de batallas reales, que tanto las partes históricas como las no históricas tenían que integrarse en tal forma de revelar el sentido y significado de toda la acción».
Los biógrafos Benjamin Lease, Irving T. Richards y Donald A. Sears afirmaron que la novela de Neal era mejor que la novela rival de Cooper, The Spy y otros romances relevantes de su período, particularmente en estilo, poder y verosimilitud. Sears y Richards sostuvieron que Seventy-Six era la mejor novela de Neal por sus momentos más poderosos que aún deberían atraer a los lectores del siglo XX. A diferencia de los estudiosos posteriores, Richards en 1933 dictaminó que «las características objetables en esta novela son subordinadas y casi insignificantes».  Describió la trama como bien construida y sólo superada por la caracterización como la mejor característica de la novela. Concluyó: «Seventy-Six es una novela que bien merece ser resucitada, y eso hace que uno se exaspere un poco con la perversidad pública que arroja ese trabajo por el camino y aprecia como nombre al primitivo y relativamente inferior Spy de Cooper».